# Doma de equinos

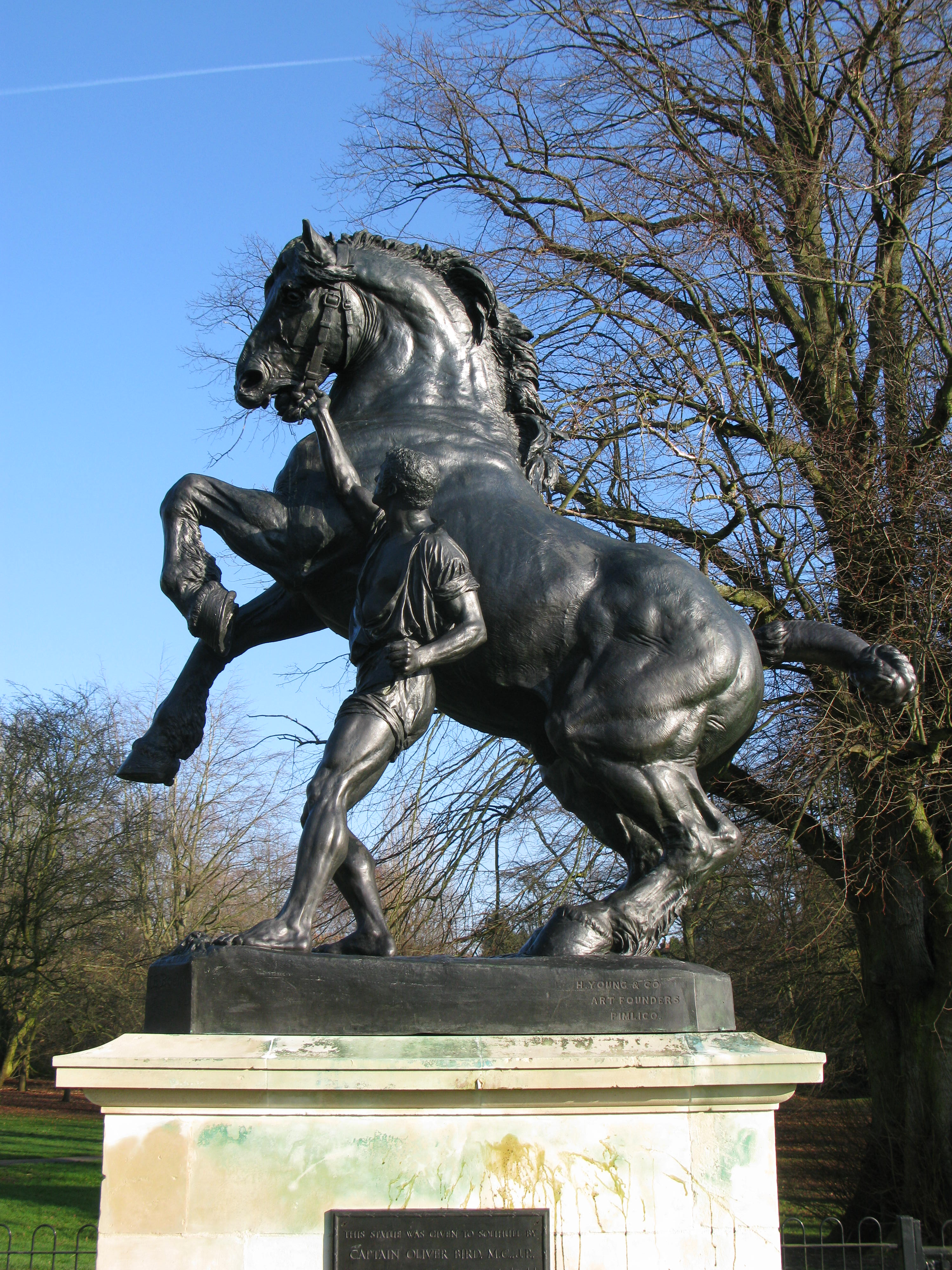
Escultura de um domador em plena lida. A doma de cavalos é um tema recorrente na arte ocidental, estando representada em muitas esculturas e pinturas.

Denomina-se doma de equinos às técnicas que possibilitam que, em um tempo variável, um equino — geralmente um cavalo mas também se aplica a burros ou mulas— deixe de ser um animal indômito e passe a permitir que um ser humano o monte e guie. Trata-se de uma etapa que antecede as diferentes formas de treinamento equino, que têm o objetivo de preparar animais para tarefas mais específicas.

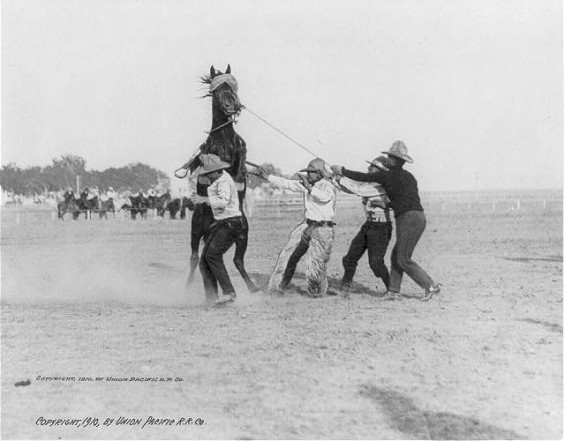
Cowboys domando um cavalo, em 1910.

## Generalidades
Todos os equinos apresentam um comportamento inato que consiste em instintivamente tentar desfazer-se daqueles que tentam monta-lo. Isso ocorre porque muitos predadores, no momento do ataque, tentam trepar ou saltar sobre os lombos de suas presas, não só porque ali suas vítimas não podem se defender com mordidas ou patadas, mas também porque dessa posição eles têm acesso à parte dorsal do pescoço. Trata-se de um lugar vulnerável da presa, pois por essa região passam as vértebras cervicais e as veias e artérias vertebrais, e frequentemente uma só mordida aplicada nesse setor pode ser suficiente para terminar com a resistência de sua vítima.
Esse instinto natural é fundamentalmente o que o domador deve vencer para poder cavalgar um equino. Para isso, ele aplica um procedimento que repete muito do ocorrido com essas mesmas espécies em seu processo de domesticação, mas em vez de fazer isso a nível espécie, o faz em escala individual.
Historicamente, os cavalos foram selecionados e domados para servir na guerra e no transporte de pessoas, como tração do arado em tarefas agrícolas, como instrumento chave na pecuária e para serem empregados em atividades esportivas. Hoje, a maior parte dessas tarefas são cumpridas por maquinas, mas ainda assim continua-se domando cavalos com as mesmas técnicas, muitas delas centenárias ou milenares.
Há uma forte controvérsia sobre qual dos variados métodos de doma de equinos é o melhor, o mais rápido, o menos traumático e o mais eficaz, dentre outras coisas. Algumas técnicas são consideradas cruéis por muitas pessoas, que pregam a utilização de métodos que consideram mais suaves e humanos.

Depois de domado, o animal pode ser submetido a outras formas de treinamento, incluindo um processo de adestramento conhecido como doma clássica, e que é uma das disciplinas olímpicas que compõem a equitação.

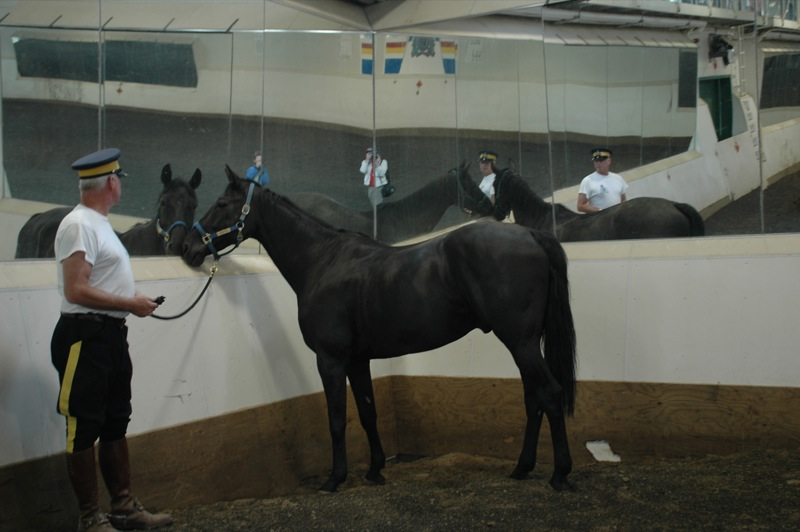
A colocação de espelhos nas paredes superiores do picadeiro leva o potro a se tranquilizar, pois o animal crê-se parte de uma manada protetora.

## Métodos de doma
São múltiplos os métodos que podem ser empregados para domar um equino. A pessoa especializada em fazê-lo é chamado ‘‘domador’’. Em todas as variantes o começo e o final são os mesmos, pois partindo-se de um animal indômito que responde agressivamente às tentativas de ser montado, se obtém um animal submisso e obediente, o qual se transformou em uma eficiente ferramenta, e que de maneira geral não oferece perigo ao seu cavaleiro.

A produção hormonal dos animais machos não castrados — chamados por isso inteiros ou garanhões— tende a torna-los mais temperamentais, motivo pelo qual frequentemente são submetidos a uma técnica especial dita "tradicional" ou, nos países de lingua castelhana, "gaúcha". As éguas e potros cujos testículos ainda não desceram, não possuem limitantes nas técnicas aptas à sua doma.

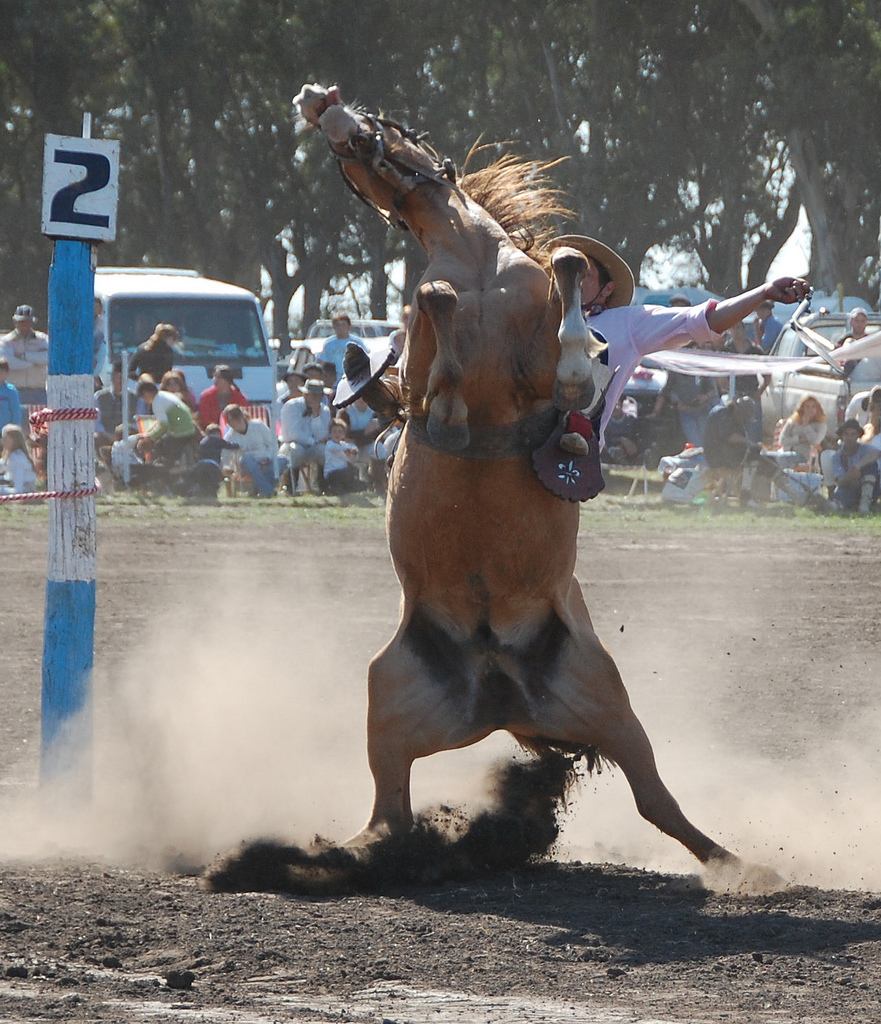
Em alguns países o método tradicional de doma pode ser visto coma forma de espetáculo. Nos países de língua castelhana o nome dessa prática é "jineteada gaucha".

### Doma tradicional ou Gaúcha
A chamada ‘‘doma tradicional’’, ou, nos países de língua espanhola e na região do Rio Grande do Sul ‘‘doma gaúcha’’, é o método mais rápido para se executar o processo disciplinar de um equino. Embora esta prática possa ser considerada uma demonstração de força e beleza, para alguns é o método mais atroz com o animal. 

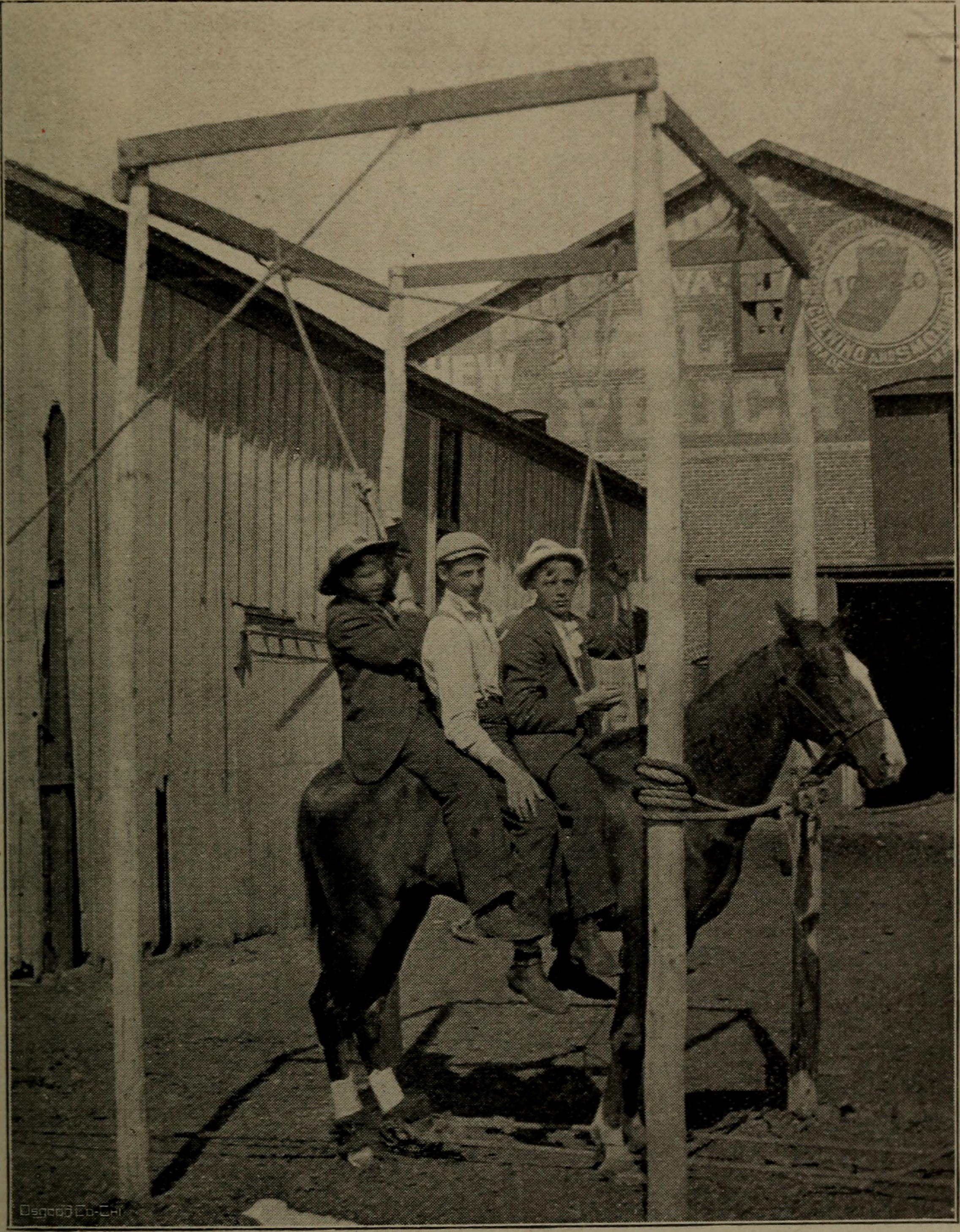
Etapa final da doma, em que o animal é adaptado a diferentes cavaleiros.

### Doma progressiva ou ‘‘índia’’
Como contraparte à denominada doma gaúcha, a doma índia consiste em uma paciente e meticulosa técnica na qual não se emprega a força para submeter o animal. A técnica tem como objetivo a formação de um tipo de laço de amizade entre o homem e o animal, que passa a permitir ser montado. Além de doma índia, também é chamada manejo natural do cavalo, doma western, doma progressiva, doma psicológica, doma natural, doma racional, etc.
Neste processo, que é mais demorado e pode levar algumas semanas, busca-se ganhar a confiança do equino mediante o oferecimento de alimentos, ao mesmo tempo em que lhe são oferecidas carícias e outras demonstrações de afeto. Em nenhum momento lhe é incutida dor ou medo. O animal domado obtido desta maneira não fica traumatizado e não costuma mostrar atitudes temerosas, e por esse motivo é considerado especialmente confiável e leal para com seu dono, apresentando um caráter manso e bonachão. Em alguns tipos de doma índia o passo final — montar do animal — é realizado dentro de uma lagoa ou rio, onde a densidade do água contém fisicamente a resistência do equino.

#### Etapas
As sucessivas etapas da doma índia são:
- Socialização: o equino é posto em um curral onde também se encontra o domador, que ficará com ele durante um par de horas.
- Cativeiro: o animal é introduzido em um curral para gado.
- Relaxamento: o potro é tocado em grande parte de seu corpo, e isso vai tirando a natural hipersensibilidade de sua pele, que se manifesta em forma de cócegas.
- Enlace: o equino é recebe um laço em seu pescoço ou uma focinheira, e posteriormente consegue-se que siga o passo de seu domador.
- Monta em pêlo: o animal é montado ‘‘em pêlo’’ isto é, sem arreio. Geralmente isso ocorre em um um curral ou picadeiro redondo.
- Monta encilhada: o potro é montado com sela e arreios.

### Doma "a pé"
Esta é uma variante muito similar à doma índia. É denominada desse modo porque nela o domador se mantém parado, no mesmo nível que o equino. Empregam-se cordas de vários metros para fazer com que o potro caminhe ou trote ao arredor do domador. Posteriormente coloca-se uma cadeira sela no animal, à qual vão sendo progressivamente incorporados pesos. Depois adiciona-se a ela um boneco, e finalmente será o próprio domador que montará o animal.

### MétodoJoin-Up
O sistema de doma equina denominado Join-Up foi criado pelo empresário, escritor e treinador de cavalos estadounidense Monty Roberts. Como em outras das anteriores, é uma técnica que não aplica violência. Mas tem mais finalidade de preparar o cavalo para atividades mais leves ou que não exijam mais força. Para a lida no campo com outros animais, até mesmo com outros cavalos ainda não domados, indica-se a utilização da mescla entre a doma racional e a tradicional gaúcha, iniciando o cavalo com a racional e a partir da metade do processo da doma a aplicação da tradicional.

### Cunhagem
A técnica da cunhagem ou imprinting pode ser empregada como complemento dos métodos de doma. Leva-se a cabo desde o nascimento do potrilho e continua-se durante seus primeiros dias. Consiste em aplicar-lhe caricias, bom trato e afeto, o que se traduz num equino que impregna em sua mente que o ser humano é seu amigo e não um predador.